# Mikalojus Konstantinas Čiurlionis
Mikalojus Konstantinas Čiurlionis, litovski slikar in skladatelj, * (10.) 22. september 1875, Varėna, † (28. marec) 10. april 1911, Pustelnik (Marki) pri Varšavi.
V svojem kratkem življenju je ustvaril preko 200 glasbenih del in 300 slik. Večina njegovih slik je shranjena v Narodnem muzeju M.K.Čiurlionisa v kraju Kaunas (Litva). Njegova dela so močno vplivala na razvoj sodobne litvanske kulture.
Čiurlionis je bil najstarejši izmed devetih otrok Konstantina in Adele. Leta 1878 se je družina preselila v kraj Druskininkai, kjer je oče dobil službo mestnega orglavca. Čiurlionis je med letoma 1894 in 1899 študiral klavir in kompozicijo na Varšavskem konservatoriju, med letoma 1901 in 1902 je študiral kompozicijo na konservatoriju v Leipzigu, med letoma 1904 in 1906 pa slikarstvo na varšavski šoli za umetnost.  Bil je eden izmed pobudnikov za prvo razstavo litvanske umetnosti (1907), kmalu zatem je bilo ustanovljeno Litvansko društvo umetnikov, v katerem je bil Čiurlionis eden izmed 19-ih članov.
Njegovi simfonični pesnitvi Miške in Jūra sta bili krstno izvedeni šele po skladateljevi smrti.
Po Čiurlionisu se imenuje otočje v območju Zemlje Franca Jožefa, vrh v gorovju Pamir in asteroid #2420.